# Dookie (chó)
Dookie' (1933 -?) hoặc 'Rozavel Golden Eagle là một con Chó Corgi xứ Wales được mua vào năm 1933 bởi Vua George VI và là một trong những con Chó Corgi Wales đầu tiên gia nhập gia đình hoàng gia. Con chó đặc biệt nổi tiếng với Nữ vương Elizabeth II, người kể từ đó đã sở hữu hơn ba mươi con corgi.

## Bối cảnh
George VI (lúc đó là Vương tử Albert, Công tước xứ York) đã quyết định mua một corgi cho các cô con gái Vương tôn nữ Elizabeth và Margaret sau khi các cô gái có tình cảm với giống chó này khi đến thăm các con corgi thuộc sở hữu của các con của Hầu tước xứ Bath. Vào tháng 7 năm 1933 Thelma Gray của Trại chó Rozavel đã mang ba chú chó corgi con đến nhà của gia đình tại 145 Piccadilly cho gia đình lựa chọn. Trong số ba chú chó con, Dookie được chọn vì cái đuôi dài hơn một chút, nữ hoàng đã nhận xét, "để chúng ta có thể xem liệu nó có hài lòng hay không."
Dookie được sinh ra với tên "Rozavel Golden Eagle" vào năm 1933 và được Thelma Gray nhân giống tại Rozavel Kennels tại Surrey.

## Cuộc sống vương thất
Sau khi được vương thất lựa chọn, Dookie được Thelma Gray mang đi cho đến khi gia đình chuyển đến Windsor, mặc dù nó đã có một chút thời gian ở tại lâu đài Glamis. Gray và nhân viên chăm chó của cô đã nói đùa rằng con chó đã trở nên rất "hợm hĩnh" sau khi được hoàng gia lựa chọn và họ bắt đầu gọi nó ta là "Công tước", được rút ngắn thành "Dukie" và cuối cùng là "Dookie." Gia đình rất thích cái tên này và cuối cùng quyết định sử dụng tên này.
Dookie trở thành một thành viên thân yêu của gia đình và được mô tả là "không có nghi ngờ gì chính là tính cách của gia đình răng nanh thú vị của Công chúa" và "một nhà tình cảm bẩm sinh." Thậm chí các công chúa còn cho nó ăn bằng tay. Tuy nhiên, nó có thói quen cắn vào gót chân khách.
Ba năm sau, một corgi khác tên Rozavel Lady Jane đã được mua để trở thành bạn đồng hành của Dookie. Tuy nhiên, Dookie không quan tâm đến con corgi này và Jane đã được ghép đôi với Rozavel Tafferteffy. Jane đã sinh ra hai chú chó con tên Carol và Crackers. Crackers trở thành bạn đồng hành liên tục của Vương Mẫu hậu Elizabeth và thậm chí đã đi nghỉ hưu cùng bà tới lâu đài Mey tại Scotland.